# Cimetière de Saint-Bérain-sur-Dheune
Le cimetière de Saint-Bérain-sur-Dheune est un cimetière situé sur le territoire de la commune de Saint-Bérain-sur-Dheune dans le département français de Saône-et-Loire et la région Bourgogne-Franche-Comté.

## Historique
Sa chapelle fait l'objet d'une inscription au titre des monuments historiques depuis le 25 février 1958.